# ناآرامی ۲۰۲۲ قزاقستان
ناآرامی ۲۰۲۲ قزاقستان، در ۲ ژانویه پس از افزایش ناگهانی قیمت بنزین آغاز شد که به گفته دولت قزاقستان، به دلیل تقاضای زیاد و تثبیت قیمت‌ها انجام گرفت. اعتراضات در شهر نفت‌خیز جانااوزن شروع شد، اما به علت افزایش نارضایتی از دولت و بی‌عدالتی اقتصادی، به سرعت به شهرهای دیگر، به‌ویژه بزرگ‌ترین شهر قزاقستان، آلماتی گسترش یافت. نارضایتی فزاینده از دولت و رئیس‌جمهور سابق نورسلطان نظربایف نیز تأثیر زیادی در این تظاهرات داشت. از آنجایی که هیچ گروه مخالف مردمی علیه دولت قزاقستان وجود ندارد، به نظر می‌رسد که ناآرامی‌ها مستقیماً توسط شهروندان انجام شده باشد. در پاسخ، رئیس‌جمهور قاسم جومارت توقایف وضعیت فوق‌العاده را در استان مین‌قشلاق و آلماتی اعلام کرد که از ۵ ژانویه ۲۰۲۲ لازم الاجرا بوده است. کابینه عسکر مامین (نخست‌وزیر) در همان روز استعفا داد. وضعیت اضطراری به سرعت در کل قزاقستان تمدید شد. در پاسخ به درخواست قاسم جومارت توقایف، سازمان پیمان امنیت جمعی (CSTO) - ائتلاف نظامی روسیه و کشورهای متحدش که شامل ارمنستان، بلاروس، قرقیزستان، تاجیکستان و خود قزاقستان است - با استقرار نیروها در قزاقستان موافقت کردند. هدف آن حفظ صلح اعلام گردید. پلیس محلی گزارش داد که با مهاجمین مقابله شده است. این در حالی است که رئیس‌جمهور سابق نظربایف از ریاست شورای امنیت قزاقستان برکنار شده است. به عنوان یک امتیاز، رئیس‌جمهور توقایف گفته است که سقف قیمت بنزین وسایل نقلیه ۵۰ تنگه در هر لیتر به مدت ۶ ماه بازگردانده شده است. در ۷ ژانویه، او در بیانیه‌ای گفت: «دستورهای قانون اساسی تا حد زیادی در تمام مناطق کشور برقرار شده است. او همچنین اعلام کرد که به سربازان دستور داده است تا از نیروی مرگبار بر علیه معترضان استفاده کنند و به آنها اجازه داده است. دستورالعمل «تیراندازی برای کشتن» بدون هشدار را اعمال نمایند، توقایف معترضان را «راهزن و تروریست» می‌خواند و می‌گوید که استفاده از زور برای «متوقف کردن تظاهرات» ادامه خواهد داشت. در طول اعتراضات، ۱۶۴ تن کشته و ۹٬۹۰۰ نفر دستگیر شدند.

## پیش‌زمینه
به دنبال انحلال اتحاد جماهیر شوروی، افراد ثروتمندی که با دولت پیشین شوروی ارتباط داشتند، از رفتارهای ویژه‌ای برخوردار شدند و با خصوصی‌سازی و مالکیت زمین‌های دارای منابع باارزش ثروت بیشتری دریافت کردند. پس از انحلال شوروی، نورسلطان نظربایف نخستین رئیس‌جمهور کشور شد و از سال ۱۹۹۰ تا ۲۰۱۹ این مقام را در دست داشت. در این هنگام، جامعه جهانی انتخاباتی که در قزاقستان رخ می‌داد را منصفانه نمی‌دانستند. به گفته دیلی تلگراف، نظربایف با اقتدارگرایی و خویشاوندسالاری بر کشور فرمانروایی می‌کرد.
در این هنگام، قزاقستان یکی از قدرتمندترین اقتصادهای آسیای میانه شد و تا میانه دهه ۲۰۱۰ میلادی، بخش بزرگی از اقتصاد آن از فروش نفت به دست میامد. قزاقستان همچنین ۷۰ درصد ذخایر اورانیوم جهان را در کشور خود داشت. با اینکه اقتصاد رشد کرده بود، ثروت به‌طور عادلانه میان جمعیت تقسیم نشد. حداقل دستمزد افراد عادی در قزاقستان کمتر از ۱۰۰ دلار بود و فراگیری نابرابری اقتصادی نیز دیده می‌شد. در سال ۲۰۱۲، مجمع جهانی اقتصاد فساد را بزرگ‌ترین مشکل کسب و کارها در کشور دانست، و بانک جهانی قزاقستان را در کنار کشورهای آنگولا، بولیوی، کنیا و لیبی به عنوان کانون فساد معرفی کرد. در سال ۲۰۱۳، آفتن‌پوستن، به نقل‌قول از فعال حقوق بشر دنس یواگا نوشت «در قزاقستان سرمایه نفتی وجود دارد، اما هیچ‌کس نمی‌داند درآمد آن چگونه مصرف می‌شود.» در پی رسوایی‌های گوناگون بانک‌های فراملی، قزاق‌های ثروتمند به کشورهای خارجی و به‌ویژه بریتانیا کوچیدند. در سال ۲۰۱۸، کردیت سوئیس قزاقستان را از ۱۷۴ کشور، در رتبه ۱۶۹ توزیع درآمد قرار داد. تا سال ۲۰۲۲، ۵۵ درصد از قزاق‌های ثروتمند، سرمایه کشور را در دست داشتند.

## گاهشمار اعتراضات

### روز چهارم ژانویه
اعتراضات و ناآرامی‌ها از شامگاه چهارم ژانویه شدت گرفت و در پی آن رئیس‌جمهوری قزاقستان در واکنش به اعتراضات مردمی اعلام کرد: با این کارها دولت من سقوط نمی‌کند.

### روز پنجم ژانویه
در پی ادامه اعتراضات سراسری در قزاقستان به افزایش قیمت سوخت، شهرداری پایتخت و کاخ ریاست جمهوری این کشور اشغال شدند. .
در این روز از اعتراضات، کابینه دولت قزاقستان منحل شد
در پی شدت گرفتن اعتراضات، خانه رئیس‌جمهور آتش زده شد.

### روز ششم ژانویه
اعتراضات در قزاقستان منجر به بروز خشونت، آتش کشیده شدن خانه رئیس‌جمهور و لغو پروازها شده است، اینترنت در این کشور قطع شده و روس‌ها در حال انتقال نیروهای حافظ صلح هستند. .
به گفته منابع خبری در این روز ده‌ها قزاق توسط پلیس کشته شدند.
در پی ناآرامی‌ها در قزاقستان، دبیرخانه سازمان پیمان جمعی آسیای میانه به رهبری روسیه تصمیم گرفت نیروهای نظامی شامل واحدهایی از روسیه، را تحت عنوان «نیروی حافظ صلح» برای کمک به سرکوب معترضان و تثبت اوضاع به قزاقستان اعزام کند. به این ترتیب، بار دیگر شاهد حضور و مداخله نظامیان روسیه برای حفظ حکومت‌های متحد ولادیمیر پوتین، این بار در «خارج نزدیک» در منطقه آسیای میانه هستیم.

### روز هفتم ژانویه
با ادامه اعتراضات و ناآرامی‌ها، رئیس‌جمهور قزاقستان فرمان حمله مرگبار صادر کرد.
رئیس‌جمهور قزاقستان همچنین گفت که هیچ گفت و گویی در کار نیست.
شدت اعتراضات، دستور حکومت نظامی و فشار برای خانه نشینی مردم باعث شد، شهروندان قزاق شبانه پول‌ها از بانک‌ها بیرون بکشند.

### روز هشتم ژانویه
ناآرامی‌ها و اعتراضات ادامه یافت و در این بین نخست‌وزیر دستگیر و رئیس‌جمهور سابق از ریاست مادام العمر شورای امنیت استعفا کرد همچنین هزاران معترض نیز دستگیر شدند

### روز نهم ژانویه
وزارت کشور قزاقستان از دستگیری ۵ هزار و ۱۳۵ نفر در جریان حوادث اخیر در این کشور خبر داد و از زخمی شدن ۱۳۰۰ نیروی نظامی نیز گفت.

### روز دهم ژانویه
پس از پنج روز قطع کامل اینترنت در آلماتی، رسانه‌ها از اتصال موقت و محدود اینترنت در برخی ادارات دولتی این شهر خبر دادند.
مشاور رئیس‌جمهور، وزیر خارجه و رئیس‌جمهور قزاقستان اعتراضات را حملهٔ ترویستی اعلام کردند و معترضان را تروریست نامیدند.

### روز یازدهم ژانویه
قزاقستان به آرامش رسید.
براساس جدیدترین خبرها زندگی در شهر آلماتی، بزرگ‌ترین شهر و پایتخت سابق قزاقستان به حالت عادی بازگشته است.
وسایل نقلیه عمومی فعالیت خود را در سطح شهر از سر گرفته‌اند و رفتگران مشغول تمیز کردن صحنه‌های خشونت و درگیری‌های هفته گذشته دیده می‌شوند.
رئیس‌جمهور قزاقستان آمادگی خود را برای انجام اصلاحات سیاسی اعلام کرد.

## واکنش‌ها
- دولت طالبان در واکنش به اعتراضات قزاقستان اعلام کرد: حکومت و معترضان در قزاقستان از راه گفتگو و مسالمت‌آمیز مشکلات را حل کنند و وزارت خارجه طالبان می‌گوید که وضعیت جاری در قزاقستان را از نزدیک زیر نظر دارد.[۴۵]
- ولادیمیر پوتین رئیس‌جمهور روسیه گفت: مسکو هرگز اجازهٔ شکل‌گیری بی‌ثباتی و انقلاب‌های رنگی را در قزاقستان نخواهد داد و حضور نیروهای روسی را مانع تضعیف حاکمیت این کشور دانست.[۴۶]

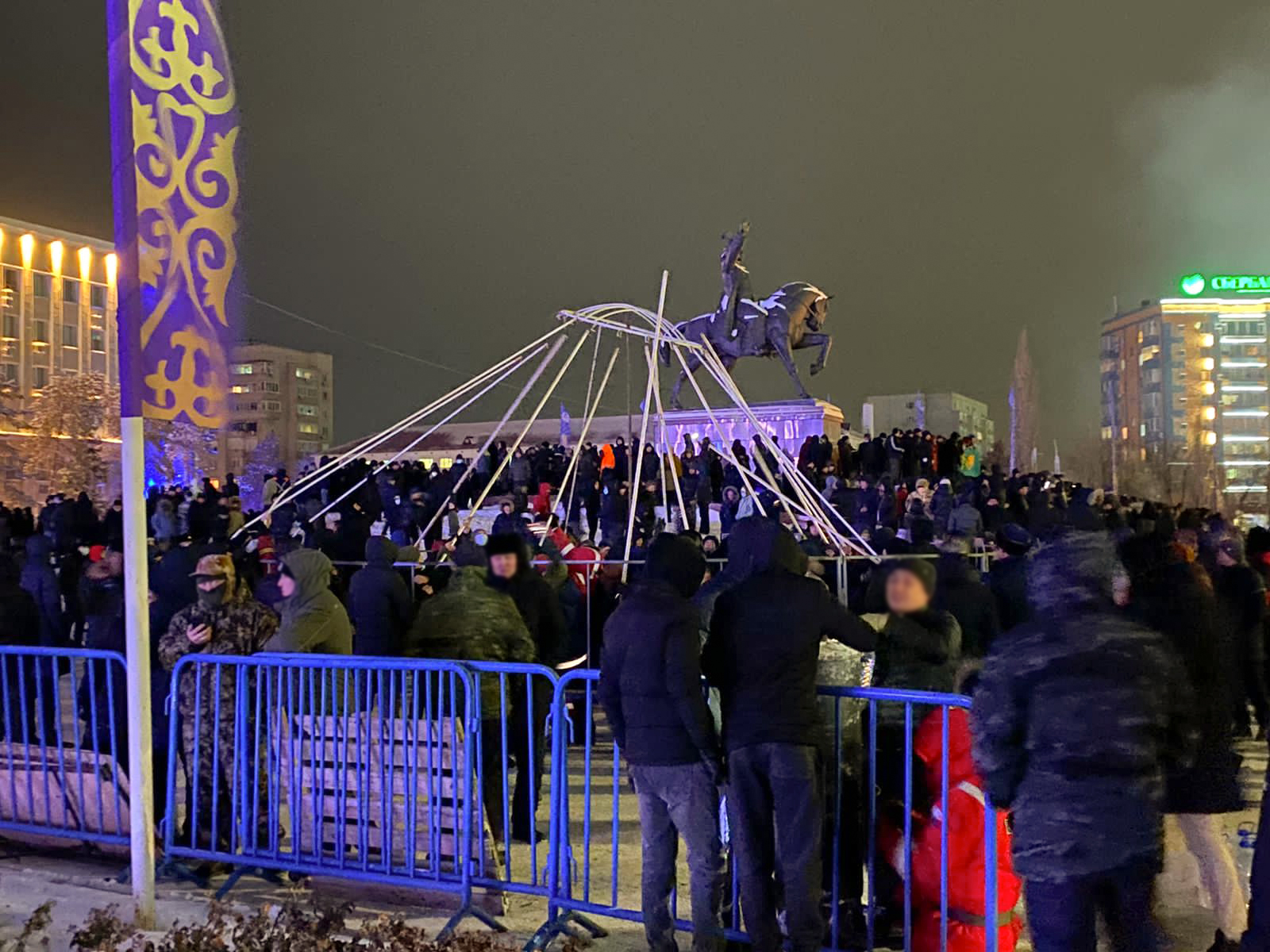
معترضان در حال برپایی یورتی در آق تپه، ۴ ژانویه ۲۰۲۲